# アメリカ合衆国下院暗殺特別委員会
アメリカ合衆国下院暗殺特別委員会（アメリカがっしゅうこくかいんあんさつとくべついいんかい、United States House of Representatives Select Committee on Assassinations）は、1976年9月15日に下院による決議でつくられたアメリカの特別委員会。委員会は1979年に最終報告書を提出し委員会は解散した。

## 背景
1960年代アメリカでは歴史的暗殺事件が4件発生していた。1963年のケネディ大統領暗殺事件、1965年のマルコム・X暗殺事件、1968年のキング牧師暗殺事件と同年ロバート・ケネディ暗殺事件が発生しており、おおくの国民が陰謀説を主張したことで1976年9月15日にアメリカ合衆国下院は調査委員会を設立し、ケネディ大統領暗殺事件とキング牧師暗殺事件の2件を調査することにした。委員会は民主党のルイス・ストークスを委員長とし、民主党メンバー7人、共和党メンバー4人の合計11人での調査をすることとなり、ケネディ大統領暗殺事件を調査するのはウォーレン委員会以来約13年ぶりとなった。

## ケネディ暗殺の調査
委員会はケネディ大統領暗殺事件でのケネディが後方から撃たれたのに対してケネディは後ろに倒れた調査を行い、報告書に「弾丸が脳に貫通してそれがもとで精神に支障がでた。そのため大統領は後方に倒れた。」とした。さらにそれに伴って、いままでの陰謀説も調査を行いこの事件はリー・ハーヴェイ・オズワルドだけによるよる単独犯行であり、陰謀説は存在しないと発表した。また、弾丸の道すじの調査も行っていた。一方でキング牧師の暗殺事件もジェームズ・アール・レイによる単独犯行であると判断し、両方の事件が裏付けられることはなかった。

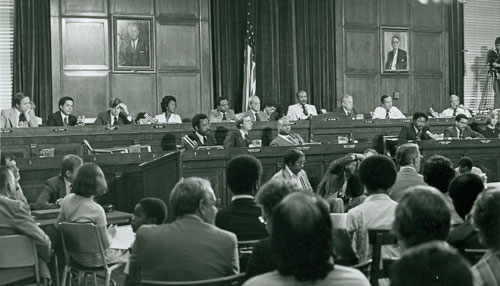
委員会の会合。ストークス委員長が目撃証言を聞いている写真。

## 結論
ケネディ暗殺での重要な調査結果の結論は以下の通り
1　ケネディ大統領はオズワルドが発射した3発のうち3発目の弾丸で死亡した。
2　この事件にソ連は関与していない。
3　キューバ政府もこの事件に関与していない。
4　FBIとCIAは確実に関与していない。
などと様々な政府機関がケネディ暗殺に関与していないことを証明した。しかし委員会は「4発目の弾丸が発射された可能性が高い。」というウォーレン委員会では調査されていなかった新たな存在や「グッラシノールの丘に狙撃手がいた可能性」も指摘していた。最終報告書は1~12巻でつくられており、1979年1月3日、委員会は議会に提出し、解散した。議会はこの報告書は50年間公開をしないとしていたが1992年のジョン・F・ケネディ暗殺記録収集法によって機密資料が25年以内に公開することになったため一部は公開されたがまだ重要な資料などは発見されていない。